# 부여여객
부여여객자동차(扶餘旅客自動車)는 충청남도 부여군의 농어촌버스 업체이다. 본사는 충청남도 부여군 부여읍에 위치해 있다.

## 역사
- 1990년 1월 11일 : 논산시내버스 회사 덕성여객이 금남여객자동차(현 금남고속) 부여영업소를 인수, 자회사 부여여객 설립.[1]
- 2004년 : 경영난으로 면허를 반납한 백제운수[2]의 노선권 양수
- 2005년 : 덕성여객으로부터 계열분리

## 주요 노선
2024년 01월 기준이다.
| 운행업체 | 보유 노선수 | 면허 대수 | 등록 대수 |
| -------- | ----------- | --------- | --------- |
| 부여여객 | 67          | 44        | 44        |

## 현재 보유 차량

#### 현대자동차
- 현대 뉴 카운티
- 현대 그린시티
- 현대 일렉시티 타운